# Pagolako uraitza
Le Pagolako Uraitza ou Pagolla Uraitza  est un cours d'eau du Pays basque français (département des Pyrénées-Atlantiques). Il arrose les coteaux du sud de l'Adour.
Il prend sa source sur la commune de Musculdy à proximité du col d'Osquich et se jette dans la Bidouze à Uhart-Mixe.
Au niveau de la commune de Pagolle, le cours d'eau marque la frontière entre les provinces basques de Soule et de Basse-Navarre.

## Département et communes traversés
Pyrénées-Atlantiques :
- Musculdy
- Pagolle
- Lohitzun-Oyhercq
- Uhart-Mixe
- Larribar-Sorhapuru

## Principaux affluents
- le ruisseau Quihilliri

## Hydronyme
Le ruisseau prend son nom de la commune de Pagolle à proximité duquel il prend sa source et qu'il traverse dans sa partie amont et du basque uraitz "cours d'eau".
L'hydronyme Pagolla apparaît sous la forme
L'aygue qui dabare de Pagole (1479, contrats d'Ohix).